# جبال مانزانو

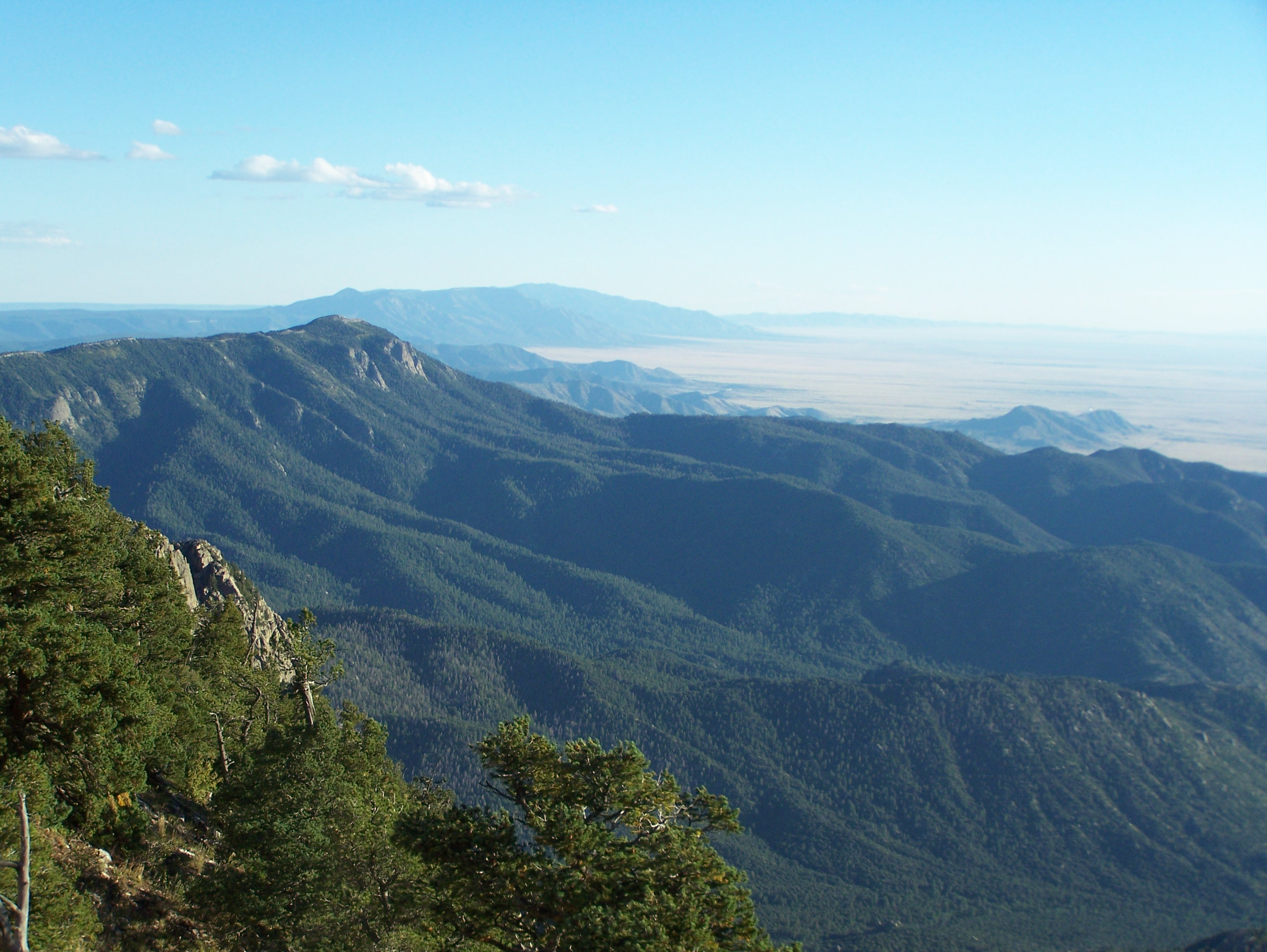
منظر لجبال مانزانو من الشمال

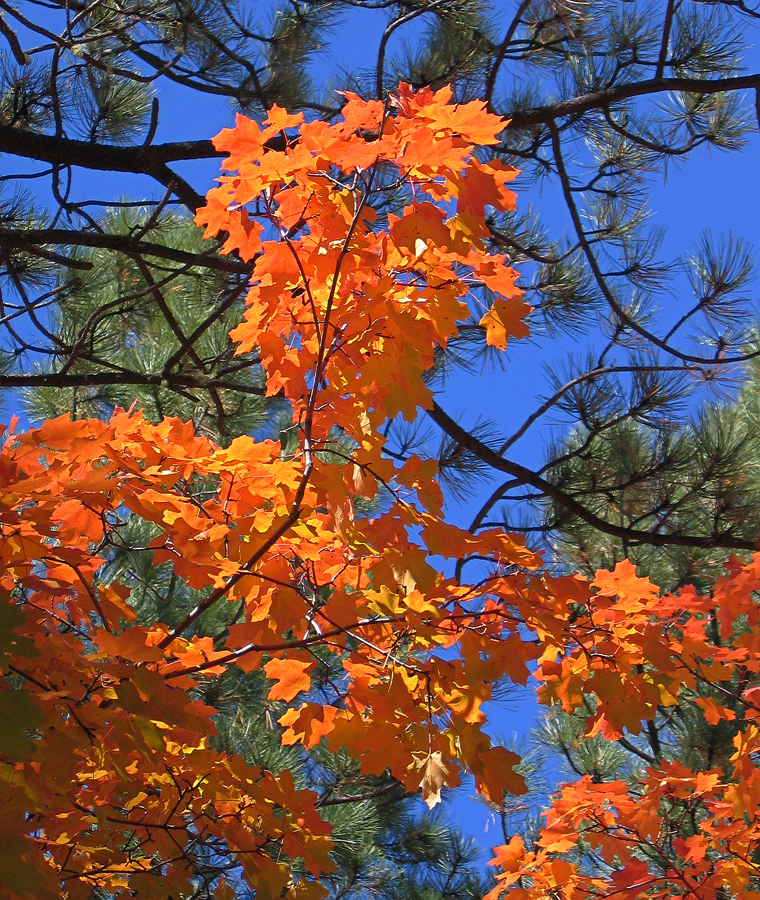
سقوط القيقب ، كانيون الرابع من يوليو

جبال مانزانو هي سلسلة جبال صغيرة في الجزء المركزي من ولاية نيو مكسيكو الأمريكية. وهي موجهة من الشمال إلى الجنوب وطولها 30 ميلاً.  تقع السلسلة في شرق مدينة بيلين. واسم «مانزانو» إسباني يعني «شجرة التفاح»؛ تم تسمية الجبال نسبة إلى بساتين التفاح المزروعة القريبة في بلدة مانزانو.
أعلى نقطة في جبال مانزانو هي قمة مانزانو (10,098   قدم، 3,078 م)، في الطرف الجنوبي من النطاق. تشمل القمم الأخرى البارزة قمة بوسكي ذات القمة المسطحة (9,610   قدم، 2929 م)، بالقرب من مركز النطاق، والأهرامات التوأم لموسكا بيك (9,509   قدم، 2898 م) وقمة غوادالوبي (9450)   قدم 2880 م). االقمتين الأخيرتين هما القمم الأكثر سهولة لمعرفتهما في النطاق كما يتم عرضها من ألبوكيركي. قمة مانزانو وقمة غوادالوبي هما الأكثر دراماتيكية في النطاق من حيث التضاريس المحلية والانحدار. ومع ذلك، هناك عدد قليل من المنحدرات في النطاق، مقارنة بجبال سانديا الأكثر إثارة.
تتضمن قمة مانزانو والقمة والمنحدرات الغربية في النطاق في برية مانزانو الذي تشكل 36,875 فدان (14.923هكتار) ويبلغ 17 ميلا (27   كم) من الشمال إلى الجنوب و3-5 أميال (5-8   كم) من الشرق إلى الغرب. هناك 64 ميلا (104   كيلومتر) من المسارات في البرية، بما في ذلك 22 ميل كريست تريل الذي يمر عبر الجزء العلوي من النطاق.
جبال مانزانو الواقعة بااكبر وحدة جيولوجية تعرف بجبال سانديا - مانزانو، وهي عبارة عن مجموعة من الكتلالمائلة شرقاً التي تشكل جزءًا من الحافة الشرقية لحوض ألبوكيركي في صدع ريو غراندي. ويفصل كلا من «جبال مانزانيتاس» وتيجراس كانيون عن جبال سانديا في الشمال كل من جبال مانزانو وسانديا مغطاة بالصخور الرسوبية القديمة، مع صخور بروتيرزويك المتحولة التي تشكل معظم اوجه الغربية الحادة للجبال. وتشمل هذه Metarhyolite Sevilleta ، بعمر 1665 ± 16 مللي أمبير.غ
يقع الجزء الجنوبي من جبال مانزانو في مقاطعة ماونتينير رينجر، بينما يقع معظم الجزء الشمالي في مقاطعة سانديا رينجر التابعة لغابة سيبولا الوطنية..
في 14 سبتمبر 1977 تحطمت طائرة بوينج 135-EC التابعة للقوات الجوية الأمريكية في جبال مانزانو مباشرة بعد اقلاعها من مطار البوكركي الدولي مما اسفر عن مقتل عشرين شخصا وهم جميع من كانوا على متنها.

بالمقارنة مع ساندياس، فإن مانزانو هي أقل زيارة بكثير، ويفتقر إلى الطريق المعبدة والوصول إلى المناطق الشمالية المجاورة. ومع ذلك، توجد العديد من المواقع الترفيهية، بالإضافة إلى فرص للتنزه والتخييم وركوب الدراجات الجبلية والمشي لمسافات طويلة.

## روابط خارجية
- الموقع الرسمي للغابات Cibola الوطنية
- جبال مانزانو في TopoQuest